# John Solomon

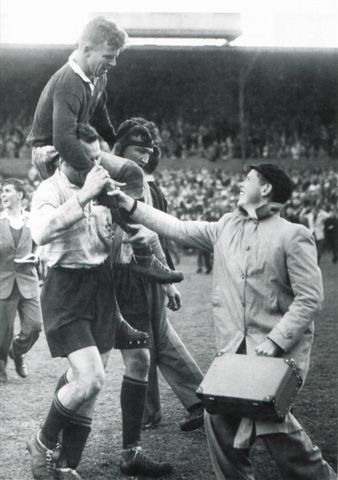
Solomon niesiony na ramionach przez pokonanych Springboks w 1953 roku

John Solomon (ur. 15 października 1929 w Randwick, zm. 16 marca 2020) – australijski rugbysta, uniwersalny zawodnik formacji ataku, kapitan reprezentacji kraju, lekarz.
Uczęszczał do Scots College, gdzie przez dwa lata występował w pierwszej drużynie rugby tej szkoły, był także wybierany do międzyszkolnych zespołów. Związał się następnie z Sydney Uni Football Club podczas studiów w St Andrew's College będącego częścią University of Sydney i w pierwszym zespole tego klubu do roku 1955 wystąpił 44 razy. Już po pięciu meczach na poziomie klubowym został wybrany do stanowej drużyny Nowej Południowej Walii, w której w latach 1948–1955, także jako kapitan, rozegrał dziewiętnaście spotkań.
W roku 1949 występował w reprezentacji australijskich uniwersytetów, skąd otrzymał powołanie do seniorskiej reprezentacji kraju. Zadebiutował w meczu z New Zealand Māori jako lewoskrzydłowy, a następnie był częścią zespołu, który po raz pierwszy zdobył Bledisloe Cup pokonując Nową Zelandię na wyjeździe. Rok później partnerował na pozycjach łączników Cyrilowi Burke w obu przegranych testmeczach z British and Irish Lions. Jako środkowy zagrał w dwóch przegranych z All Blacks w 1951 roku meczach; w trzecim, w którym ostatecznie nie wystąpił, miał zostać przesunięty na skrzydło ataku. W 1952 roku, w którym Wallabies rozegrali dwumecze z Fidżi i Nową Zelandią – został kapitanem Wallabies i pozostał w tej roli do końca reprezentacyjnej kariery. Podczas wyprawy do RPA w 1953 roku w trzech testmeczach, w których zagrał, jego partnerem na środku ataku był James Phipps. Po drugim z nich, będącym pierwszą porażką gospodarzy od piętnastu lat, Springboks w uznaniu jakości jego gry znieśli go z boiska na ramionach. Zmagając się z kontuzją kolana zagrał jeszcze w trzecim z testmeczów, w ostatnim zaś został zastąpiony przez Herba Barkera. Po powrocie z Południowej Afryki przerwał uprawianie sportu na jeden sezon koncentrując się na ostatnim roku studiów medycznych, powrócił do grania w roku następnym na tournée do Nowej Zelandii. Po występie w jednym z testmeczów doznał urazu ramienia w meczu z regionalną drużyną, który wyeliminował go z reszty spotkań. Łącznie w latach 1949–1955 rozegrał czternaście testmeczów w barwach Wallabies.
Grał na pozycjach łącznika ataku, środkowego i obrońcy. Ceniony był za inteligencję w grze, zręczne zwroty, szybkość i duże przyśpieszenie, gdy pojawiała się luka w obronie rywali. W roku 1956 trenował stanowy zespół rugby. W 2016 roku został wprowadzony do Australian Rugby Hall of Fame.
Równolegle z rugby uprawiał także krykieta w Sydney University Cricket Club, w pierwszej drużynie występując okazjonalnie w latach 1951–1955 zdobywając wówczas ponad pięćset runów, drugie tyle zdobył w pozostałych drużynach tego klubu grając w zespołach rezerw już od końca poprzedniej dekady.
Pracował jako położnik i ginekolog, wedle własnych szacunków pomagając przyjść na świat ponad siedmiu tysiącom dzieci.
Żona Marcia, synowie Richard i Michael, córki Caroline, Virginia i Georgina.